# Các lãnh thổ sáp nhập bởi Đức Quốc xã

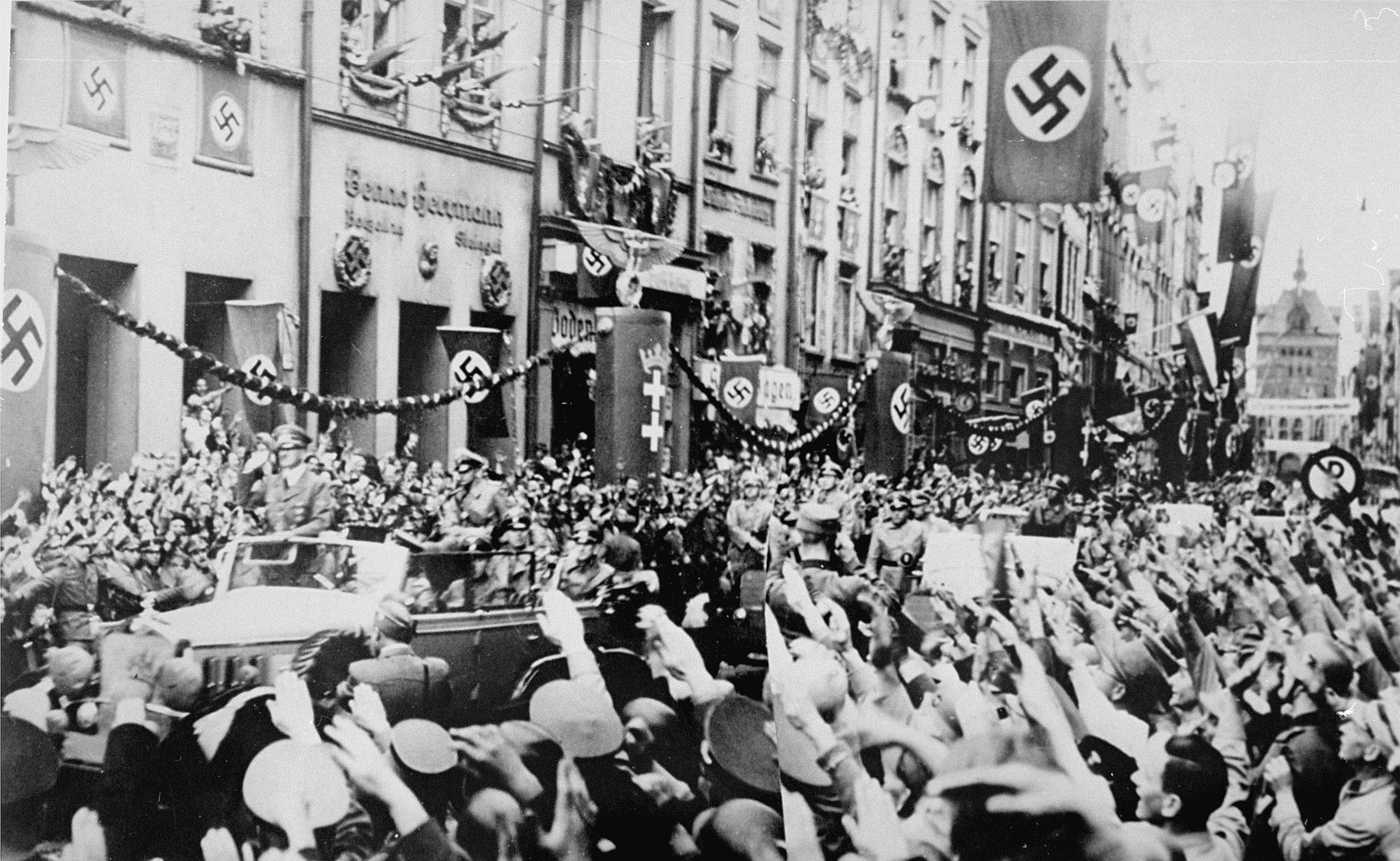
Dân Danzig chào mừng Adolf Hitler, 19/9/1939

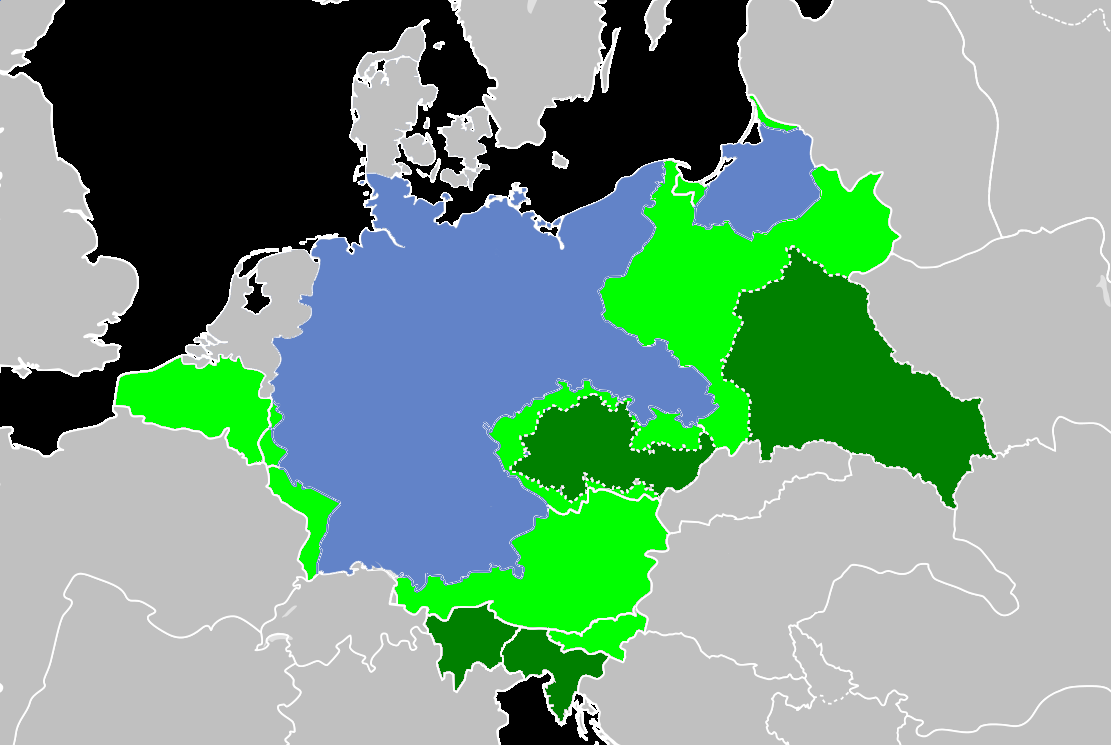
Theo chiều kim đồng hồ từ hường bắc: Memel, Danzig, Lãnh thổ Ba Lan, Phủ Toàn quyền, Sudetenland, Bohemia-Moravia, Ostmark (Anschluss), Bắc Slovenia, Ven biển Adriatic, Chân núi Alpine, Alsace-Lorraine, Luxembourg, Eupen-Malmédy, Wallonia, Flanders, Nord-Pas-de-Calais và Brussels. Các khu vực có màu xanh lục nhạt là các lãnh thổ được sáp nhập hoàn toàn, trong khi các khu vực có màu xanh lá cây đậm là các lãnh thổ được hợp nhất một phần. Lãnh thổ của Đức trước năm 1938 được thể hiện bằng màu xanh lam.

Có rất nhiều vùng lãnh thổ bị sáp nhập bởi Đức Quốc xã thôn tính trước và trong suốt Thế chiến II. Các vùng lãnh thổ là một phần của Đức Quốc xã trước khi sáp nhập được gọi là "Altreich" (Đế chế cũ).

## Các lãnh thổ được sáp nhập hoàn toàn

Châu Âu do Đức Quốc xã kiểm soát vào thời kỳ đỉnh cao nhất năm 1942

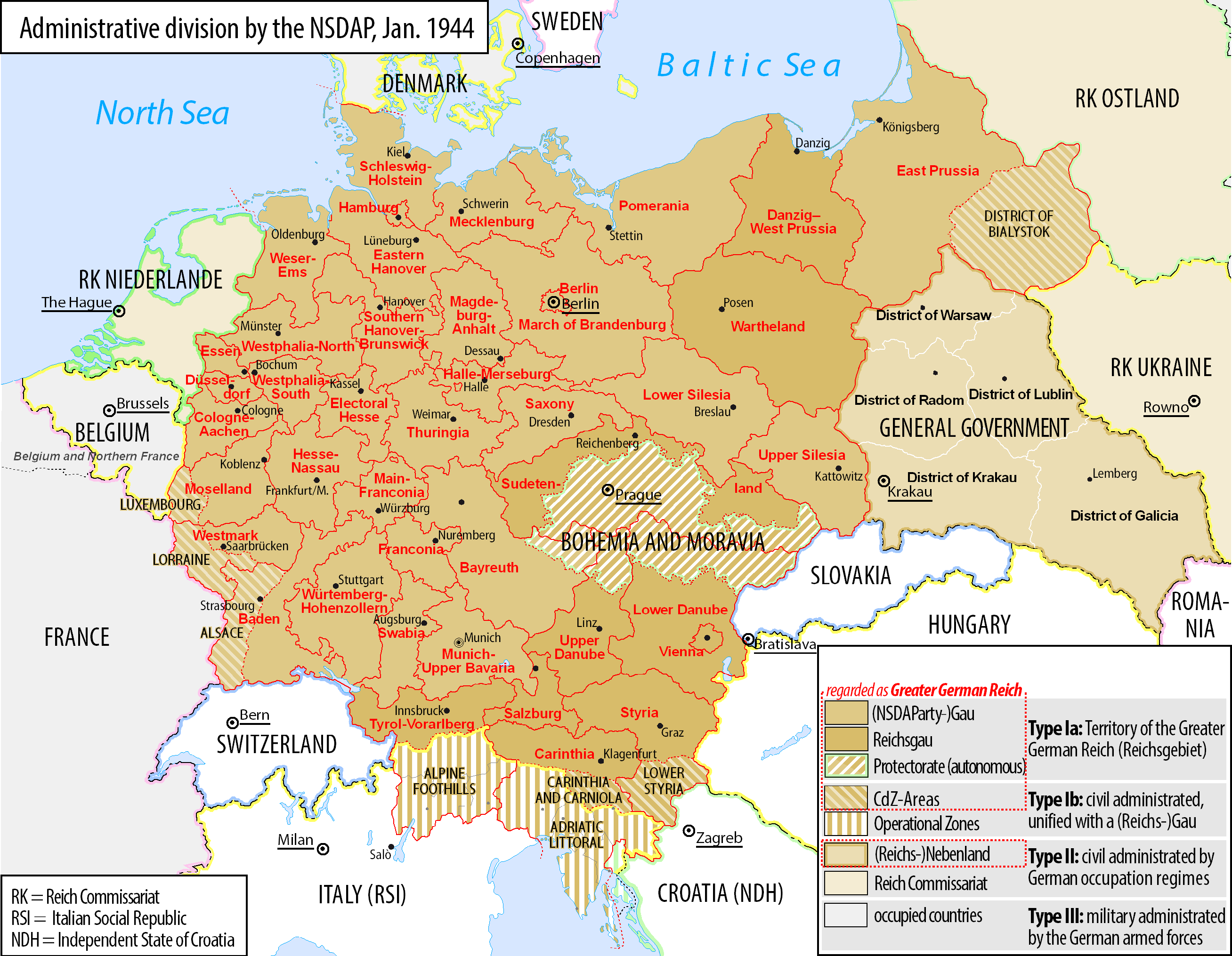
Gaue, Reichsgau và đơn vị hành chính khác của Đức Quốc xã vào tháng 1 năm 1944

Theo Hiệp ước Versailles, lãnh thổ Lưu vực Saar đã bị tách khỏi Đức trong ít nhất 15 năm. Năm 1935, vùng đất Saar tái gia nhập Đức một cách hợp pháp sau một cuộc trưng cầu dân ý.
Các lãnh thổ được liệt kê dưới đây là những lãnh thổ đã được sáp nhập hoàn toàn vào Đức Quốc xã.
| Ngày sáp nhập                                         | Lãnh thổ sáp nhập                                                          | Kế thừa bởi                                       |
| ----------------------------------------------------- | -------------------------------------------------------------------------- | ------------------------------------------------- |
| Ngày 12 tháng 3 năm 1938                              | Nhà nước Liên bang Áo                                                      | Reichsgau Carinthia                               |
| Ngày 12 tháng 3 năm 1938                              | Nhà nước Liên bang Áo                                                      | Reichsgau Niederdonau                             |
| Ngày 12 tháng 3 năm 1938                              | Nhà nước Liên bang Áo                                                      | Reichsgau Salzburg                                |
| Ngày 12 tháng 3 năm 1938                              | Nhà nước Liên bang Áo                                                      | Reichsgau Styria                                  |
| Ngày 12 tháng 3 năm 1938                              | Nhà nước Liên bang Áo                                                      | Reichsgau Tirol-Vorarlberg                        |
| Ngày 12 tháng 3 năm 1938                              | Nhà nước Liên bang Áo                                                      | Reichsgau Oberdonau                               |
| Ngày 12 tháng 3 năm 1938                              | Nhà nước Liên bang Áo                                                      | Reichsgau Vienna                                  |
| Ngày 1 tháng 10 năm 1938                              | Sudetenland, Bohemia, Cộng hòa Tiệp Khắc                                   | Gau Bayerische Ostmark                            |
| Ngày 1 tháng 10 năm 1938                              | Sudetenland, Bohemia, Cộng hòa Tiệp Khắc                                   | Reichsgau Oberdonau                               |
| Ngày 1 tháng 10 năm 1938                              | Sudetenland, Bohemia, Cộng hòa Tiệp Khắc                                   | Reichsgau Niederdonau                             |
| Ngày 1 tháng 10 năm 1938                              | Sudetenland, Bohemia, Cộng hòa Tiệp Khắc                                   | Lãnh thổ Hành chính Dân sự Sudetenland            |
| Ngày 1 tháng 10 năm 1938                              | Sudetenland, Moravia-Silesia, Cộng hòa Tiệp Khắc                           | Reichsgau Niederdonau                             |
| Ngày 1 tháng 10 năm 1938                              | Sudetenland, Moravia-Silesia, Cộng hòa Tiệp Khắc                           | Lãnh thổ Hành chính Dân sự Sudetenland            |
| Ngày 16 tháng 3 năm 1939                              | Bohemia, Cộng hòa Tiệp Khắc                                                | Gau Bavarian Eastern March                        |
| Ngày 16 tháng 3 năm 1939                              | Bohemia, Cộng hòa Tiệp Khắc                                                | Bảo hộ Bohemia và Moravia                         |
| Ngày 16 tháng 3 năm 1939                              | Moravia-Silesia, Cộng hòa Tiệp Khắc                                        |                                                   |
| Ngày 16 tháng 3 năm 1939                              | Reichsgau Niederdonau                                                      |                                                   |
| Ngày 16 tháng 3 năm 1939                              | Bohemia, Cộng hòa Tiệp Khắc                                                |                                                   |
| Ngày 16 tháng 3 năm 1939                              | Reichsgau Sudetenland                                                      |                                                   |
| Ngày 16 tháng 3 năm 1939                              | Moravia-Silesia, Cộng hòa Tiệp Khắc                                        |                                                   |
| Ngày 16 tháng 3 năm 1939                              | Bohemia, Cộng hòa Tiệp Khắc                                                | Reichsgau Oberdonau                               |
| Ngày 23 tháng 3 năm 1939                              | Vùng Klaipėda, Cộng hòa Lithuania                                          | Gau Đông Phổ                                      |
| Ngày 2 tháng 9 năm 1939                               | Thành phố tự do Danzig                                                     | Lãnh thổ Hành chính Dân sự Danzig                 |
| Ngày 8 tháng 10 năm 1939                              | Cơ quan quản lý Quân sự tại Ba Lan                                         | Gau Đông Phổ                                      |
| Ngày 8 tháng 10 năm 1939                              | Cơ quan quản lý Quân sự tại Ba Lan                                         | Gau Silesia                                       |
| Ngày 8 tháng 10 năm 1939                              | Cơ quan quản lý Quân sự tại Ba Lan                                         | Reichsgau Posen                                   |
| Ngày 8 tháng 10 năm 1939                              | Cơ quan quản lý Quân sự tại Ba Lan                                         | Reichsgau Tây Phổ                                 |
| Ngày 18 tháng 5 năm 1940                              | Eupen-Malmedy, Liège, Wallonia, Cơ quan quản lý Quân sự tại Bỉ và Bắc Pháp | Gau Cologne-Aachen                                |
| Ngày 29 tháng 7 năm 1940                              | Cơ quan quản lý Quân sự tại Luxembourg                                     | Lãnh thổ Hành chính Dân sự Luxembourg             |
| Ngày 2 tháng 8 năm 1940                               | Moselle, Nhà nước Pháp                                                     | Lãnh thổ Hành chính Dân sự Lorraine               |
| Ngày 2 tháng 8 năm 1940                               | Bas-Rhin, Nhà nước Pháp                                                    | Lãnh thổ Hành chính Dân sự Alsace                 |
| Ngày 2 tháng 8 năm 1940                               | Haut-Rhin, Nhà nước Pháp                                                   | Lãnh thổ Hành chính Dân sự Alsace                 |
| Ngày 17 tháng 4 năm 1941                              | Cơ quan quản lý Quân sự tại Nam Tư                                         | Lãnh thổ Hành chính Dân sự Carinthia and Carniola |
| Ngày 17 tháng 4 năm 1941                              | Cơ quan quản lý Quân sự tại Nam Tư                                         | Lãnh thổ Hành chính Dân sự Hạ Styria              |
| Ngày 22 tháng 7 năm 1941                              | Cơ quan quản lý Quân sự tại Liên Xô                                        | Lãnh thổ Hành chính Dân sự Bialystok              |
| Ngày 18 tháng 12 năm 1944 – Ngày 25 tháng 12 năm 1944 | Dunkirk, Nord, Chính phủ lâm thời Cộng hòa Pháp                            | Reichsgau Flanders                                |
| Ngày 18 tháng 12 năm 1944 – Ngày 25 tháng 12 năm 1944 | Wallonia, Vương quốc Bỉ                                                    | Reichsgau Wallonia                                |

## Các lãnh thổ được hợp nhất một phần
Các lãnh thổ được liệt kê dưới đây là những lãnh thổ đã được hợp nhất một phần vào Đế chế Đại Đức.
| Ngày thành lập            | Ban đầu                             | Kế thừa bởi                                          |
| ------------------------- | ----------------------------------- | ---------------------------------------------------- |
| Ngày 12 tháng 10 năm 1939 | Cơ quan quản lý Quân sự tại Ba Lan  | Phủ Toàn quyền cho các Lãnh thổ Ba Lan bị chiếm đóng |
| Ngày 1 tháng 8 năm 1941   | Cơ quan quản lý Quân sự tại Liên Xô | Quận Galicia, Phủ Toàn quyền                         |
| Ngày 1 tháng 8 năm 1941   | Cơ quan quản lý Quân sự tại Liên Xô | Quận Kraków, Phủ Toàn quyền                          |

| Ngày thành lập           | Ban đầu                      | Kế thừa bởi                      |
| ------------------------ | ---------------------------- | -------------------------------- |
| Ngày 10 tháng 9 năm 1943 | Tỉnh Gorizia, Vương quốc Ý   | Vùng tác chiến Ven biển Adriatic |
| Ngày 10 tháng 9 năm 1943 | Tỉnh Ljubljana, Vương quốc Ý | Vùng tác chiến Ven biển Adriatic |
| Ngày 10 tháng 9 năm 1943 | Tỉnh Pola, Vương quốc Ý      | Vùng tác chiến Ven biển Adriatic |
| Ngày 10 tháng 9 năm 1943 | Tỉnh Fiume, Vương quốc Ý     | Vùng tác chiến Ven biển Adriatic |
| Ngày 10 tháng 9 năm 1943 | Tỉnh Trieste, Vương quốc Ý   | Vùng tác chiến Ven biển Adriatic |
| Ngày 10 tháng 9 năm 1943 | Tỉnh Udine, Vương quốc Ý     | Vùng tác chiến Ven biển Adriatic |
| Ngày 10 tháng 9 năm 1943 | Tỉnh Belluno, Vương quốc Ý   | Vùng tác chiến Chân núi Alpine   |
| Ngày 10 tháng 9 năm 1943 | Tỉnh Bolzano, Vương quốc Ý   | Vùng tác chiến Chân núi Alpine   |
| Ngày 10 tháng 9 năm 1943 | Tỉnh Trento, Vương quốc Ý    | Vùng tác chiến Chân núi Alpine   |

## Kế hoạch sáp nhập
| Ngày công bố sáp nhập     | Khu vực dự kiến sáp nhập                        | Dự kiến kế thừa    |
| ------------------------- | ----------------------------------------------- | ------------------ |
| Ngày 15 tháng 12 năm 1944 | Brussels, Vương quốc Bỉ                         | Quận Brussels      |
| Ngày 15 tháng 12 năm 1944 | Flanders, Vương quốc Bỉ                         | Reichsgau Flanders |
| Ngày 15 tháng 12 năm 1944 | Comines-Warneton, Wallonia, Vương quốc Bỉ       | Reichsgau Flanders |
| Ngày 15 tháng 12 năm 1944 | Nord, Chính phủ lâm thời Cộng hòa Pháp          | Reichsgau Wallonia |
| Ngày 15 tháng 12 năm 1944 | Pas-de-Calais, Chính phủ lâm thời Cộng hòa Pháp | Reichsgau Wallonia |
| Ngày 15 tháng 12 năm 1944 | Voeren, Flanders, Vương quốc Bỉ                 | Reichsgau Wallonia |
| Ngày 15 tháng 12 năm 1944 | Wallonia, Vương quốc Bỉ                         | Reichsgau Wallonia |

Trong Trật tự mới của Đức Quốc xã sắp tới, các lãnh thổ khác sớm muộn cũng được xem xét để sáp nhập, chẳng hạn như Bắc Schleswig, Thụy Sĩ nói tiếng Đức, và khu vực định cư của người Đức ở phía đông bắc Pháp, nơi Gau hoặc Reichskommissariat tập trung vào Burgundy được dự định để lập ra, và Heinrich Himmler muốn biến thành vùng đất riêng của SS.  Mục tiêu là đoàn kết tất cả hoặc nhiều nhất có thể người Đức và các dân tộc Đức, bao gồm cả những người không nói tiếng Đức được coi là "Aryan", trong một Đế chế Đại Đức.
Các Reichskommissariat của Đế chế ở phía đông trong những vùng rộng lớn ở Ukraine và Nga cũng được dự định cho việc sáp nhập trong tương lai vào Đế chế đó, với kế hoạch kéo dài đến sông Volga hoặc thậm chí xa hơn đến Urals,  nơi vùng cực tây tiềm năng sẽ tồn tại ảnh hưởng Đế quốc Nhật Bản, sau một Chiến thắng của phe Trục trong Thế chiến II. Điều này được coi là có lợi ích quan trọng đối với sự tồn vong của quốc gia Đức,  vì đó là nguyên lý cốt lõi của Đức Quốc xã mà Đức cần "không gian sống" (Lebensraum), tạo ra một "lực tiến về phía Đông" (Drang nach Osten)  nơi có thể tìm thấy và thuộc địa hóa.
Đông Bắc Ý  cuối cùng cũng bị sáp nhập, bao gồm cả Vùng tác chiến Ven biển Adriatic, Vùng tác chiến chân núi Alpine, mà còn vùng Venice. Goebbels đã đi xa đến mức đề nghị kiểm soát cả Lombardy:
Bất cứ thứ gì đã từng là vật sở hữu của Áo chúng ta phải lấy lại trong tay của chính mình. Người Ý bởi sự không chung thủy và phản bội, họ đã mất bất kỳ yêu sách nào đối với một quốc gia thuộc loại hiện đại . — Joseph Goebbels, September 1943 

Việc sáp nhập toàn bộ Bắc Ý cũng được đề xuất về lâu dài.